# Белгија на Европском првенству у атлетици у дворани 1974.
Белгија је учествовала на 5. Европском првенству у дворани 1974. одржаном у дворани Скандинавијум у Гетеборгу, (Шведска), 9. и 10. марта 1974. Репрезентацију Белгије у њеном петом учешћу на европским првенствима у дворани представљало је 6 спортиста (5 мушкараца 1 1 жена) који су се такмичили у 5 дисциплина 4 мушких и 1 женска.
На овом првенству Белгија је освојила 3 медаље. Са 3 освојене медаље (2 златне и 1 сребрна) Белгија је у укупном пласману заузела 4. место од 15 земаља које су на овом првенству освајале медаље, односно 25 земаља учесница.
У табели успешности (према броју и пласману такмичара који су учествовали у финалним такмичењима (првих 8 такмичара)) Белгија је са три представником заузела 11. место са 23 бода, од 22 земље које су имале представнике у финалу,  односно само Аустрија, Ирска и Луксембург нису имале нијеног финалисту.
| Плас. | Земља   | 1. место | 2. место | 3. место | 4. место | 5. место | 6. место | 7. место | 8. место | Бр. финал. - Бод. |
| ----- | ------- | -------- | -------- | -------- | -------- | -------- | -------- | -------- | -------- | ----------------- |
| 11.   | Белгија | 2 − 8    | 1 − 7    | −        | −        | −        | −        | −        | −        | 3 − 23            |